# Children of the Corn IV: The Gathering
Children of the Corn IV: The Gathering is een Amerikaanse horrorfilm uit 1996 onder regie van Greg Spence. Het is het vierde deel in de Children of the Corn-filmserie.
Mark Salling maakte in Children of the Corn IV: The Gathering zijn filmdebuut.

## Verhaal
Grace Rhodes keert terug naar haar geboorteplaats om voor haar moeder June, broertje James en zusje Margaret te zorgen. Ze is student geneeskunde en gaat werken bij de plaatselijke kliniek van dokter Rob Larson. Wanneer James en Margaret ziek worden, vertonen ze overeenkomsten met kinderen in de nachtmerries van June. Op de kliniek ziet ze dat veel van de plaatselijke kinderen dezelfde symptomen vertonen. Ze vormen een groep onder leiding van een jeugdige predikant en nemen namen aan van overleden kinderen die vroeger in het stadje woonden.

## Rolverdeling
| Acteur             | Personage        |
| ------------------ | ---------------- |
| Naomi Watts        | Grace Rhodes     |
| Jamie Renée Smith  | Margaret Rhodes  |
| Karen Black        | June Rhodes      |
| Brent Jennings     | Donald Atkins    |
| Toni Marsh         | Sandra Atkins    |
| Lewis Flanagan III | Marcus Atkins    |
| Mark Salling       | James Rhodes     |
| Brandon Kleyla     | Josiah           |
| Salle Ellis        | Jane Nock        |
| Marietta Marich    | Rosa Nock        |
| Jonathan Patterson | Charlie McLellan |
| Joshua Patterson   | Scott McLellan   |
| Kay Bower          | Janet McLellan   |
| Samaria Graham     | Mary Anne        |
| William Windom     | Doc Larson       |
| Adam Lidberg       | Michael          |
| Libby Villari      | Michael's moeder |
| Stephen Earnhart   | Wilks            |
| James Krieg        | Smits            |
| Richard Gross      | Sheriff Biggs    |